# San Javier (Santa Fe)
Pour les articles homonymes, voir San Javier.
San Javier est une ville d'Argentine dans la province de Santa Fe ainsi que la capitale du Département de San Javier de ladite province.
Elle se trouve au nord de Santa Fe, la capitale provinciale.

## Crédit d'auteurs
- (es) Cet article est partiellement ou en totalité issu de l’article de Wikipédia en espagnol intitulé « San Javier (Santa Fe) » (voir la liste des auteurs).